# Luciano Agosti
Luciano Agosti (Lodi, 24 luglio 1920 – 27 gennaio 2005) è stato un calciatore italiano, di ruolo attaccante.

## Carriera
Debutta in Serie C nel 1941 con l'Abbiategrasso, e l'anno successivo veste la maglia del Cuneo.
Nel dopoguerra debutta in Serie B nel 1946-1947 con il Fanfulla, disputando due campionati tra i cadetti e totalizzando 62 presenze e 28 reti.
In seguito gioca per altri due anni con il Magenta, con una retrocessione in Promozione ed un'immediata risalita in Serie C.